# Sunshine Publications
Sunshine Publications è stata una casa editrice con sede a Little Newport Street, Londra, Inghilterra.
Dapprima incentrata sulla pubblicazione di romanzi, nel novembre 1983 cominciò a pubblicare delle riviste, come Micro Adventurer (che durò per 17 numeri), Popular Computing Weekly (dedicata al mondo dell'informatica), e Dragon User (rivolta agli utenti Dragon 32/64). Durante il boom di vendite di personal computer in Inghilterra pubblicò molti libri sull'hobby del computer e fece un'incursione di breve durata nella pubblicazione di software per giochi.